# O Abba, rogo, frustra me

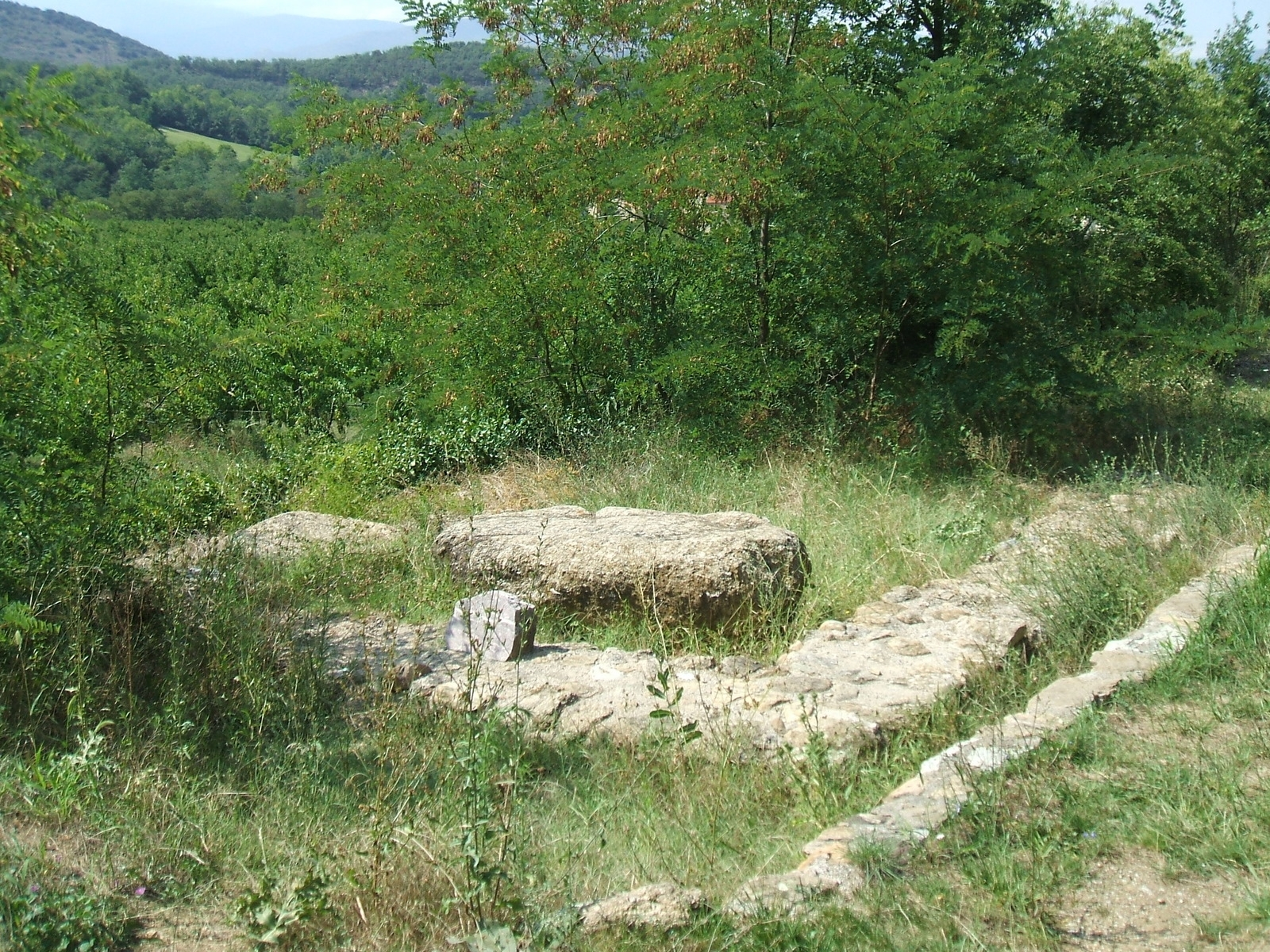
Restes de l'ermita de Pere Orsèol, prop de Cuixà

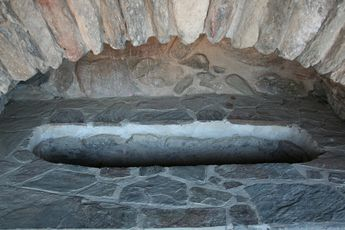
Antiga tomba de Pere Orsèol al claustre de Cuixà

O Abba, rogo, frustra me (Oh! Abat, t’ho prego, fueteja’m), és una frase suposadament pronunciada en la "llengua de la seva nació" per Pere Orsèol, durant la seva estada al monestir de Sant Miquel de Cuixà, on residí entre el 978 i el 987, any en què hi morí.
L'expressió fou recollida en romanç en la seva biografia la Vita B. Petri Urseoli Ducis Venetiarum et Dalmatiarum escrita a Catalunya (a Ripoll o, més probablement, a Cuixà) a finals del segle xi. Però tant si és del segle x com de l'XI, té una gran importància per a la història de les llengües romàniques, en la mesura que és una de les primeres manifestacions de diferenciació lingüística entre elles, i no entre elles i el llatí com és un poc més freqüent a l'època.
També té interès per a la història del català pel fet que aquesta diferenciació es produeix en el seu territori lingüístic i, per tant, implica consciència del fet, en un moment en què les mostres escrites en llengua romanç són escasses, i per tractar-se de la primera expressió escrita en una llengua llatina estrangera a la Catalunya romànica.
En qualsevol cas, l'anècdota té moltes possibilitats de recollir un fet real, ja que el fet lingüístic resulta absolutament banal i intranscendent en el relat, que vol ressaltar la devoció i humilitat d'un home que, havent estat Dux de Venècia, reclamava ser castigat per les seves faltes de pietat. Més aviat sembla expressar que la frase havia quedat gravada i transmesa en l'anecdotari monacal i que el redactor de la vida del sant volgué deixar constància d'un fet que els havia resultat simpàtic, o fins i tot humorístic, i per això havia quedat perpetuat al llarg de generacions; tot deixant-ho dissimulat sota el trasbals del penediment que el portà a fer un ús espontani de la llengua materna.
Més difícil resulta saber si la frase va ser transmesa amb absoluta fidelitat o amb el temps va patir alguna deturpació, no només pels cent anys transcorreguts, sinó també pel fet de tractar-se d'una llengua aliena als que l'haurien recordat. Tampoc resulta pertinent extreure conclusions sobre la intel·ligibilitat de les dues llengües en contacte, perquè l'altre protagonista, l'abat Garí havia viatjat àmpliament per la península Itàlica -de fet va ser el causant de la crisi religiosa del Dux Urseòl que el va dur a abandonar la vida pública i a prendre els hàbits- i, per tant, havia d'estar prou familiaritzat amb les llengües itàliques, en aquest cas amb el romanç vènet.

## Text
| « | ...ait abbati lingua propiae nationis: O Abba, rogo, frustra me. | » |